# Opel 8/16 PS
La 8/16 PS era un'autovettura di fascia medio-alta prodotta dalla Casa automobilistica tedesca Opel nel 1910.

## Profilo e storia
La 8/16 PS fu introdotta all'inizio del 1910 come erede della famiglia delle 12PS, oramai fuori listino da oltre tre anni.

Rispetto alle vetture componenti della famiglia 12PS, la 8/16 PS montava un nuovo motore, un 4 cilindri in linea raffreddato ad acqua con testata in ghisa e basamento in alluminio. Tale motore era di cilindrata leggermente inferiore a quello delle progenitrici: scendeva infatti da 1885 a 1847 cm³, ma era più moderno e più potente. La distribuzione era a valvole laterali e la potenza massima erogata era di 16 CV a 1600 giri/min, contro i 12 CV a 1200 giri delle progenitrici.

La trasmissione era a giunto cardanico, mentre il cambio era a tre marce.

Il telaio era una struttura ad U in acciaio, con longeroghi sempre in acciaio: qui trovavano posto le sospensioni, che erano ad assale rigido e a molle a balestra tre quarti ellittiche su entrambi gli assi. L'impianto frenante, come sulla stragrande maggioranza delle vetture dell'epoca, agiva sulla trasmissione.

La 8/16 PS era disponibile in tre varianti di carrozzeria: double-phaeton, limousine o addirittura landaulet.

Fu prodotta fino alla fine del 1910, per essere rimpiazzata l'anno seguente dalla 8/20 PS, di classe superiore.